# 關曜儁
關曜儁（英語：Leo Kwan Yiu Tsun，1993年8月9日—），原名關梓陽，香港男演員及健身教練，現為無綫電視經理人合約藝員。

## 背景
關曜儁的父親關明揮是海南島三亞灣三亞康年酒店的副總經理，胞姊則在大埔廣福道髮廊任職髮型師，從小與家人同住馬鞍山耀安邨。關曜儁曾就讀曾璧山中學，中六畢業後演過舞台劇和以500元片酬擔任張家輝於《魔警》裡的替身。他曾連續投考過三次無綫電視藝員訓練班卻未獲取錄；在2012年第一次報考時因身形肥胖而被無綫電視其中一位高層嫌棄，遂一邊兼職月薪只有5千元的大型時裝公司保安，一邊參與健身運動減磅和自修復康運動及治療痛症課程，至2015年才成功考入第28期無綫電視藝員訓練班；2018年8月跟無綫電視的另一位藝員郭子豪參加「2018 PCA PRO 及香港健美及運動體適能錦標賽」，且奪得「第一屆華南地區男子運動模特泳裝 S 組亞軍」。
關曜儁曾於2014年至2019年6月在「My Fitness」觀塘分店工作，2019年7月更連同兩位友人在牛頭角萬泰利廣場開設健身餐廳（即健身房兼咖啡室）「Hexagon Studio」，同年12月奪得「第一屆 BeFit 全民健身頒獎典禮」「優質教練獎」。2020年3月，他將原名「關梓陽」改為現時的藝名，除了繼續拍攝電視劇，閒暇亦會到公園或老人院推廣健身運動；同月受新冠肺炎疫情影響，其店舖被迫暫停營業。2021年1月下旬，他在《陀槍師姐2021》飾演社團成員「吳丹基（Hang 基）」而備受觀眾注目。
2023年1月，關曜儁投資的健身室開幕。

## 個人生活
2022年1月，關曜儁宣佈向拍拖5年的女友楊韻璇（Twinkle）求婚成功。同年年底宣布女方懷孕。2023年3月17日，未婚妻誕下女兒關凱妃（Lorraine）。2023年10月27日，關曜儁與楊韻璇完婚，正式成為夫妻。2024年7月28日，關曜儁喜獲麟兒。

## 演出作品

### 電視劇
| 首播       | 劇名                           | 角色                                             |
| 無綫電視   |                                |                                                  |
| 2015年     | 愛·回家                        | 伴郎團成員（第870集）                            |
| 2015年     | 愛·回家                        | 職 員（第905集）                                 |
| 2015年     | 愛·回家                        | 路 人                                            |
| 2015年     | 愛·回家                        | D 臣（第951集）                                  |
| 2016年     | 廉政行動2016                   | 捉賊路人（第1集）                                |
| 2016年     | 火線下的江湖大佬               | 飛 仔（第3、8集）                                |
| 2016年     | 愛·回家之八時入席              | 《爆周刊》記者（第20、21集）程翱翔（第55集）     |
| 2016年     | 純熟意外                       | 社區中心職員（第9集）                            |
| 2016年     | 一屋老友記                     | 少年黃百川                                       |
| 2016年     | 完美叛侶                       | 街頭表演者                                       |
| 2016年     | 超能老豆                       | 籃球隊隊員（第1集）                              |
| 2016年     | 城寨英雄                       | 街 坊荷 官                                       |
| 2016年     | 律政強人                       | 記 者（第4集）                                   |
| 2016年     | 巨輪II                         | 鍾國寶手下（第36集）                             |
| 2016年     | 幕後玩家                       | 攝影助理婚禮賓客（第35集）                       |
| 2017年至今 | 愛·回家之開心速遞              | 范柳元頭鱷鱷保育者（第130集）仇 奇（第1926集起） |
| 2017年     | 財神駕到                       | 舞會賓客（第5集）                                |
| 2017年     | 乘勝狙擊                       | Isaac（第1集）                                   |
| 2017年     | 味想天開                       | 董瀚億下人                                       |
| 2017年     | 迷                             | 朱鎮水手下                                       |
| 2017年     | 親親我好媽                     | 《朝朝日報》記者泰拳教練（第15、16、18集）       |
| 2017年     | 與諜同謀                       | 攝影師（第1集）                                  |
| 2017年     | 全職沒女                       | 仲夏夜花園酒店禮賓部職員                         |
| 2017年     | 心理追兇 Mind Hunter           | 嗑藥青年                                         |
| 2017年     | 踩過界                         | 受訪者                                           |
| 2017年     | 同盟                           | 劉標手下（第1集）毅民黨總部職員（第17、18集）    |
| 2017年     | 燦爛的外母                     | 記 者（第8、18集）                               |
| 2017年     | 老表，畢業喇！                 | 消防員（第6集）                                  |
| 2017年     | 雜警奇兵                       | 同性戀廚工（第7、8集）                           |
| 2017年     | 降魔的                         | 小 妖（第3集）                                   |
| 2017年     | 誇世代                         | 警 員（第4、19、46、48、49集）                   |
| 2017年     | 溏心風暴3                      | 記 者（第1、36、37集）                           |
| 2018年     | 平安谷之詭谷傳說               | 轎 夫（第2集）                                   |
| 2018年     | 三個女人一個「因」             | 球 迷（第5、6集）                                |
| 2018年     | 翻生武林                       | 阿 發                                            |
| 2018年     | 果欄中的江湖大嫂               | 林公子（第6集）                                  |
| 2018年     | 棟仁的時光                     | 鋼管舞室開幕禮觀眾（第5集）                      |
| 2018年     | 天命                           | 元 寶                                            |
| 2018年     | 特技人                         | 「我們這一間」咖啡店侍應                         |
| 2018年     | 跳躍生命線                     | 保 志                                            |
| 2018年     | 是咁的，法官閣下               | 大眼雞（第1、7集）                               |
| 2018年     | 兄弟                           | 車房職員（第5集）                                |
| 2018年     | 大帥哥                         | 少年狄奇                                         |
| 2019年     | 福爾摩師奶                     | 黃 閏                                            |
| 2019年     | 鐵探                           | 李子陽                                           |
| 2019年     | 廉政行動2019                   | 戴重                                             |
| 2019年     | 好日子                         | 同 學（第3、8集）                                |
| 2019年     | 白色強人                       | 洪國柱（第20集）                                 |
| 2019年     | 包青天再起風雲                 | 小金子                                           |
| 2019年     | 十二傳說                       | 網 友（第10集）伴 郎（第16集）                   |
| 2019年     | 她她她的少女時代               | 「DPC Fitness」教練                              |
| 2019年     | 街坊財爺                       | 彭 飛                                            |
| 2019年     | 金宵大廈                       | 軍裝警員（第6集）                                |
| 2019年     | 解決師                         | 羅柏青                                           |
| 2019年     | 牛下女高音                     | 舞 男（第13集）                                  |
| 2019年     | 堅離地愛堅離地（海外首播）     | 盲 人（第1集）                                   |
| 2019年     | 過街英雄（海外首播）           | 馬子桐（第13、14、16集）                         |
| 2020年     | 黃金有罪                       | 執達吏（第26集）                                 |
| 2020年     | 大醬園                         | 何公子（第16集）                                 |
| 2020年     | 機場特警                       | 徐 金                                            |
| 2020年     | 十八年後的終極告白             | 刑事偵緝處探員（第10集）                         |
| 2020年     | 降魔的2.0                      | 家 俊（第1、2集）                                |
| 2020年     | 降魔的2.0                      | 侍 應（第15集）                                  |
| 2020年     | 迷網                           | 趙柏堅（Rocky）                                  |
| 2020年     | 殺手                           | 青 年（第30集）                                  |
| 2020年     | 反黑路人甲                     | 拳館職員（第9、14、15、26集）                    |
| 2020年     | C9特工                         | 探 員（第16集）                                  |
| 2020年     | 大步走（myTV Gold 首播）       | 大 D                                             |
| 2020年     | 愛美麗狂想曲（myTV Gold 首播） | 蔡思琪男友（第3集）                              |
| 2021年     | 陀槍師姐2021                   | 吳丹基（Hang 基）                                |
| 2021年     | 失憶24小時                     | 朋 友（第7集）                                   |
| 2021年     | 伙記辦大事                     | 阿 東                                            |
| 2021年     | 逆天奇案                       | Mark（第20、21集）                               |
| 2021年     | 欺詐劇團                       | 連                                               |
| 2021年     | 七公主                         | 便衣警員（第5、6集）                             |
| 2021年     | 把關者們                       | 香港海關關員（第6集）                            |
| 2021年     | 青年心城之撐起青春             | 博                                               |
| 2021年     | 換命真相                       | 歐陽家誠                                         |
| 2021年     | 拳王                           | 田高偉                                           |
| 2022年     | 鐵拳英雄                       | 飛                                               |
| 2022年     | 雙生陌生人                     | 廣蔚會義工（第11、13集）                         |
| 2022年     | 童時愛上你                     | 丁宥基（Justin）                                 |
| 2022年     | 回歸光影頌: 神奇的燈泡         | 外賣員                                           |
| 2022年     | 痞子殿下                       | 初 一                                            |
| 2022年     | 白色強人II                     | 男病人（第9集）                                  |
| 2022年     | 黯夜守護者                     | 曾柏堅                                           |
| 2022年     | 下流上車族                     | 關偉力                                           |
| 2022年     | 超能使者                       | 智 叔                                            |
| 2022年     | 法證先鋒V                      | 武志佳（青年）                                   |
| 2022年     | 輕·功                          | 細 輝                                            |
| 2023年     | 新四十二章                     | 損 友                                            |
| 2023年     | 新聞女王                       | 李強                                             |
| 2024年     | 婚後事                         | 大Luke                                           |
| 2024年     | 神耆小子                       | 黃進財                                           |
| 2024年     | 反黑英雄                       | 阿細                                             |
| 2024年     | 異空感應                       |                                                  |
| 2025年     | 痞子無間道                     | 袁雨就（青年）（第24集）                         |
| 2025年     | 奪命提示                       | 許如生                                           |
| 未播映     | 特勤女團                       |                                                  |

### 電視節目
| 首播       | 節目名                     | 備註                        |
| 無綫電視   |                            |                             |
| 2016年     | 萬千星輝賀台慶2016         | 固定演出                    |
| 2017年     | 瘋狂夏水禮2017             | 固定演出                    |
| 2018年     | TVB 50+1再出發節目巡禮2019 | 固定演出                    |
| 2019年     | 兄弟幫                     | 第2316、2317集嘉賓          |
| 2019年     | 2019年度香港小姐競選       | 固定演出嘉賓                |
| 2020年     | 姊妹淘                     | 第三輯 第125集嘉賓          |
| 2020年     | 姊妹淘                     | 第四輯 固定演出（健身環節） |
| 2020年     | 流行都市                   | 固定演出（6月16日起 ）      |
| 2020年     | 安樂蝸                     | 第502集嘉賓                 |
| 2021年     | 明星運動會                 | 固定演出                    |
| 2022年     | 思家大騙                   | 固定演出                    |
| 2022年     | 不可能任務                 | 固定演出                    |
| 2022年     | 日日媽媽聲                 | 第二輯 固定演出             |
| 2022年     | 警隊Fact Check調查科       | 固定演出                    |
| 策略王電視 |                            |                             |
| 2018年     | 喪吹會所23                 | 11月29日嘉賓                |

### 電影
| 首映   | 電影名     | 角色 |
| 2013年 | 澀青298-03 |      |

### 電台節目
- 2019年：商業電台叱咤903《毒檸王國》 - 2月14日嘉賓

## 曾獲獎項與提名
| 年份   | 獎項                                                                                 | 結果     |
| ------ | ------------------------------------------------------------------------------------ | -------- |
| 2018年 | 2018 PCA PRO 及香港健美及運動體適能錦標賽「第一屆華南地區男子運動模特泳裝 S 組亞軍」 | 獲獎     |
| 2021年 | 萬千星輝頒獎典禮2021「最佳男配角」-《陀槍師姐2021》吳丹基                            | 提名     |
| 2022年 | 萬千星輝頒獎典禮2022「飛躍進步男藝員」                                               | 最後十強 |
| 2022年 | 萬千星輝頒獎典禮2022「最佳男配角」-《下流上車族》關偉力                              | 提名     |
| 2022年 | 萬千星輝頒獎典禮2022「最受歡迎電視男角色」- 《下流上車族》關偉力                     | 提名     |